# Горњи Хасић
Горњи Хасић су насељено мјесто у општини Шамац, Република Српска, БиХ. Према попису становништва из 2013. у насељу је живјело 500 становника.

## Становништво
| Демографија | Демографија | Демографија |
| Година      | Становника  | Становника  |
| ----------- | ----------- | ----------- |
| 1948.       | 804         |             |
| 1953.       | 864         |             |
| 1961.       | 957         |             |
| 1971.       | 1.039       |             |
| 1981.       | 1.037       |             |
| 1991.       | 1.048       |             |
| 2013.       | 500         |             |